# Ямненко Володимир Петрович
Володи́мир Петро́вич Ямне́нко (7 грудня 1959) — український актор, режисер і сценарист. Також відомий, як один з постійних учасників телевізійного шоу «Золотий гусак».

## Біографія
Народився на Подолі в Києві в родині головного інженера заводу, виріс і прожив усе життя на Куренівці, де закінчив середню школу № 14 (містилася в будівлях колишнього Міського училища імені Сергія Грушевського). Акторську майстерність вивчав у Київському інституті театрального мистецтва імені Карпенка-Карого. По закінченні інституту прийнятий до трупи театру естради Віталія Малахова, згодом — актор театру «Гротеск».

## Особисте життя
Одружений, має сина.

## Фільмографія

### Режисерські роботи
- 2008 — Катарсис

### Сценарії
- 2006 — Казки для дорослих дальтоників
- 2008 — Катарсис

### Акторські роботи
- 1984 — За ноччю день іде — Михайло Ткачов
- 1986 — Звинувачується весілля — «Бринза»
- 1989 — Хочу зробити зізнання — шофер
- 1990 — Червоне вино перемоги — Саєнко
- 1990 — Фуфель — епізод
- 1991 — Імітатор — епізод
- 1991 — Кисневий голод | Kisnevij Golod - черговий гауптвахти
- 1991 — Особиста зброя — епізод
- 1991 — Танго смерті — санаторний дурень
- 1992 — Гра всерйоз — Байдаков
- 1992 — Ну, ти й відьма — епізод
- 1992 — Цвітіння кульбаби — водій «Жигулів»
- 1993 — Ніч питань… — епізод
- 1995 — Острів любові — Хома Лукич Лабазніков
- 2001 — День народження Буржуя-2 — пахан у камері
- 2001 — Слід перевертня — Книхарєв
- 2002 — Лялька — Красильников на кличку «Вертлявий»
- 2002 — Невелика подорож на великій каруселі (короткометражний)
- 2002 — Прощання з Каїром — водій
- 2003 — Весела компанія — художник
- 2004 — Між першою та другою
- 2004 — Попіл Фенікса — Пиня
- 2004 — Путівник
- 2004 — Російські ліки — Колян
- 2005 — Весела хата
- 2005 — На білому катері — тренер
- 2006 — Повернення Мухтара-3 — Дикий
- 2006 — Казки для дорослих дальтоників
- 2007 — Повернення Мухтара-4 — Глущенко
- 2007 — Мім Бім, або Чуже життя — Павук
- 2007 — Моя мати — Снігуронька — Гриша
- 2007 — Фото моєї дівчини — приятель Семена
- 2008 — Крига у кавовій гущі — кандидат у наречені, засуджений
- 2008 — Тринадцять місяців — Мельниченко
- 2010 — Демони — Олександр Семенович Кухаренко
- 2010 — Мама напрокат — відвідувач у кафе
- 2010 — Паршиві вівці — Зема
- 2011 — Повернення Мухтара-7 — Горохов
- 2011 — Доярка з Хацапетівки-3 — Коля, співкамерник Буличова
- 2011 — Спрага — Яша Шмаков, інтендант
- 2011 — Пампушка Люся — Бузина
- 2011 — Три дні лейтенанта Кравцова — Пилипенко, сержант
- 2011 — Лють — Ножкін, пацієнт
- 2012 — Брат за брата-2 — Башмак
- 2012 — Повернення Мухтара-8 — Андреєв
- 2012 — Лекції для домогосподарок — Петро Петрович, співробітник КДБ
- 2012 — Кохання зі зброєю — Володимир Гнилицький, судмедексперт
- 2012 — Синдром дракона — Геннадій Єлизаветський, пацієнт психлікарні
- 2013 — Домоправитель — покупець
- 2013 — Нічні ластівки — Іван Сергійович
- 2013 — Нюхач — Кислий, кримінальний авторитет
- 2013 — Відразу після створення світу — Микола Степанович
- 2013 — Темні лабіринти минулого — Олексій Васильович Корзін, слідчий
- 2013 — Холостяк — Бурий, кримінальний авторитет
- 2015 — Гетьман (фільм) — Черкас, сільський отаман
- 2015 — Пес 1 (12 серія «Купюра»)  — Урод, грабіжник
- 2016 — Майор і магія — кримінальний авторитет
- 2016 — Сніг — Чічьото Гошо
- 2018 — Дике поле — Коча
- 2019 — По різних берегах — Петро Володимирович Зорін, батько Володимира, зек-рецидивіст
- 2020 — Пес 6 (7 серія «Тезки»)  — Барига-Копчений